# Kurt Deckert
Kurt Deckert (* 24. März 1907 in Berlin-Friedenau; † 1. August 1987 in Ost-Berlin) war ein deutscher Ichthyologe.

## Leben
Deckert war das einzige Kind des Werbeleiters Paul Deckert und seiner Ehefrau Berta. Nach seinem Abitur im Jahre 1928 studierte er an der Humboldt-Universität zu Berlin Zoologie und Botanik. Zu seinen Förderern zählte Konrad Herter (1891–1980), den Deckert regelmäßig auf Exkursionen in die Berliner Umgebung begleitete. Während seines Studiums arbeitete Deckert am Zoologischen Museum Berlin. Am 7. Februar 1937 wurde er mit der Dissertation „Beiträge zur Systematik und Osteologie ranider Froschlurche“ zum Doktor der Naturwissenschaften promoviert. Anschließend arbeitete er zwei Jahre an einem Forschungsauftrag über Fransenflügler (Thysanoptera). 1939 wurde er wissenschaftlicher Volontär und anschließend Assistent der Herpetologischen Abteilung. Von Juli 1940 bis Oktober 1946, unterbrochen durch Militärdienst und Kriegsgefangenschaft, war Deckert als wissenschaftlicher Mitarbeiter des Zoologischen Museums tätig. Als Soldat und auch später in Berlin und Umgebung untersuchte er Tropenkrankheiten. Während seiner Stationierung in Nordafrika, nutzte er die Gelegenheit die Fauna und Flora zu studieren. Während dieser Zeit sammelte er nicht nur für das Zoologische Museum, sondern sandte auch lebende Reptilien nach Berlin, die im Berliner Aquarium Unter den Linden in einer Sonderausstellung präsentiert wurden.
Nach Deckerts Rückkehr aus der Kriegsgefangenschaft erhielt er von Professor Werner Ulrich (1900–1977), dem damaligen Leiter des Zoologischen Museums, den Kuratorenposten der Ichthyologischen Abteilung, die bis 1945 von Paul Pappenheim (1878–1945) geleitet wurde. Diese Position hatte Deckert bis 1973 inne. In Deckerts Amtsperiode fiel die Rückführung und Neuaufstellung der ausgelagerten Fischsammlung. Ferner unternahm er mehrere Sammelexpeditionen in die Karibik, in den Nordostatlantik und an das Schwarze Meer. Deckerts Forschungsschwerpunkt war die Funktionelle Anatomie. Gemeinsam mit Klaus Günther (1907–1975) führte er funktionell-anatomische Untersuchungen an Tiefseefischen durch, die auf den Expeditionen der Forschungsschiffe Valdivia und Dana gesammelt wurden. Deckert und Günther erforschten vor allem den Kieferapparat, den Kieferstiel und den Hirnschädel von Echten Knochenfischen und studierten Mundtrichter, Reusenmäuler und andere spezielle Beutefangeinrichtungen. 1950 veröffentlichten sie das Werk „Wunderwelt der Tiefsee“, das in mehrere Sprachen übersetzt wurde. In der Folgezeit führte Deckert gemeinsam mit der Ichthyologin Christine Karrer Forschungen in der Fundstätte Voigtstedt in Thüringen durch, deren Ergebnisse 1965 in der Schrift „Die Fischreste des Frühpleistozäns von Voigtstedt in Thüringen.“ veröffentlicht wurden. 1961 verfasste Deckert die Abschnitte über die Schädellosen (Acrania), die Knorpelfische (Chondrichthyes) und die Knochenfische (Osteichthyes) in Erwin Stresemanns Werk „Exkursionsfauna von Deutschland“. 1967 war er am Band Fische, Lurche, Kriechtiere aus der Reihe Das Urania Tierreich beteiligt.
1956 heiratete Deckert die Zoologin Gisela Haagen, mit der er häufig zusammenarbeitete und 1974 das gemeinsame Buch „Wie verhalten sich Tiere“ veröffentlichte.

## Dedikationsnamen
1967 benannte der belgische Ichthyologe Dirk Frans Elisabeth Thys van den Audenaerde die Buntbarsch-Art Tilapia deckerti nach Kurt Deckert.